# Emskirchen
Emskirchen település Németországban, azon belül Bajorországban. Lakosainak száma 6143 fő (2023. december 31.). Emskirchen Langenzenn, Diespeck és Hagenbüchach községekkel határos.

## Népesség
A település népessége az elmúlt években az alábbi módon változott:
| Lakosok száma | 958  | 1823 | 4252 | 4835 | 5886 | 5908 | 5930 | 5913 | 6076 | 6143 |
|               | 1875 | 1950 | 1975 | 1987 | 2012 | 2014 | 2016 | 2017 | 2021 | 2023 |